# ヒューマンセントリックス
株式会社ヒューマンセントリックス（Human Centrix Co.,Ltd.）とは、B to B企業向けの動画制作を行っている企業。
動画パッケージであるSVP(SuperVisualPresentation)の制作会社である。
代表取締役社長は、岡澤博昭。前代表取締役の中村寛治と専務取締役の江頭啓二は日本オラクル出身。

## 会社概要
2004年6月、福岡県百道浜にて創業。プレゼンテーション動画パッケージのSVP・WEBセミナー動画SVPPT・セミナー再活用動画PPTビデオを展開。

## 会社沿革
- 2004年6月 株式会社ヒューマンセントリックス設立。
- 2004年7月 eラーニングおよび動画制作を開始。
- 2004年9月 SVP(Super Visual Presentation)を開発。最初のバージョン (QuickTime版）をリリース。
- 2005年2月 SVPのFlash版をリリース。
- 2006年6月 東京オフィスを千代田区猿楽町に開設。
- 2008年4月 PIP型会員誘導フォーム i-formをリリース[2]。
- 2009年9月 セミナーのオンディマンド動画PPTビデオリリース[3]
- 2010年5月 日本のソフトウェアベンダーによるコンソーシアム。MIJSコンソーシアム(Made In Japan Software Consortium) に準会員として加盟。
- 2010年1月 SVP-Cloudシリーズの販売を開始。SVP-Cloud AX（配信）LM（学習）TV（動画ポータル）をリリース。
- 2010年5月 SVP-Cloud VE（バーチャルセミナー）をリリース。
- 2010年5月 事業拡大のため東京オフィスを神田淡路町に移転。
- 2011年10月 事業拡大のため東京オフィスを日本橋三越前に移転し常設スタジオを2室設置。
- 2012年10月 ヒューマンセントリックス100%出資のHCXクリエーターズネットを福岡に設立。
- 2013年8月 BtoB企業向けの新しいテレビCMであるBM（ビジネスメッセージ）の サービスの開始。
- 2014年1月 学習進捗管理型オンラインセミナーLePMOSの販売を開始。
- 2014年5月 次世代IR動画ツール、IR-SVPサービス開始〜 IR-Super Visual Presentation 〜[4]
- 2022年10月 芙蓉総合リース株式会社と資本提携[5]

## 加盟団体
- MIJSコンソーシアム(Made In Japan Software Consortium)